# Salzwedelischer Kreis
Der Salzwedelische Kreis, auch Salzwedelscher Kreis genannt, war ein kurmärkischer Kreis in der damaligen Provinz Altmark der Mark Brandenburg. Er bildete sich im 16. Jahrhundert heraus und umfasste Gebiete, die heute im Wesentlichen zum Altmarkkreis Salzwedel in Sachsen-Anhalt gehören. Von 1806 bis 1813 gehörte das Gebiet zum Departement der Elbe des Königreich Westphalen. Der Stendalische Kreis wurde nach der Restauration in der Kreis- und Provinzreform im Königreich Preußen von 1816 aufgelöst und ging im neuen größeren Kreis Salzwedel der preußischen Provinz Sachsen auf.

## Geographie
Der Salzwedelische Kreis lag in der westlichen Altmark. Er grenzte im Norden an das Kurfürstentum Braunschweig-Lüneburg (Kurhannover), im Nordosten an den Arendseeischen Kreis, im Osten an den Stendalischen Kreis (sehr kurze Erstreckung) und den Tangermündeschen Kreis, im Südosten und Süden an das Herzogtum Magdeburg und im Westen wieder an das Kurfürstentum Braunschweig-Lüneburg. Die Stadt Salzwedel lag dezentral am nordöstlichen Rand des damaligen Salzwedelischen Kreises; die Vorstadt Perwer von Salzwedel gehörte sogar zum Arendseeischen Kreis. Im Kreisgebiet lagen drei Exklaven des Kurfürstentum Braunschweig-Lüneburg (Klötze, Kakerbeck und Trippigleben) sowie zwei Fast-Exklaven Brome, und Röwitz/Kusey. Das Gebiet um Calvörde war eine Exklave des Fürstentums Braunschweig. Exklaven des Salzwedelischen Kreises im Herzogtum Magdeburg waren Wieglitz und Bülstringen sowie das Gebiet mit Bregenstedt, Eimersleben, Erxleben und Uhrsleben.

## Geschichte
Im Laufe des 16. Jahrhunderts entstanden in der Mark Brandenburg nach den Landschaften oder den sog. Weichbilden der größeren Städte organisierte Kreise, im 17. Jahrhundert auch Beritte oder Landreitereien genannt, denen ein Kriegskommissar vorstand. Ausführender Beamter war der Landreiter.
In der Altmark hatten sich sechs Kreise gebildet. Sie stellten im 17./18. Jahrhundert in fiskalischer und landständischer Hinsicht jedoch nur einen Kreis dar, der nur ein Kreisdirektorium, eine ritterschaftliche Ständevertretung und eine Kreiskasse hatte. Die Altmark war damit vergleichbar mit der Prignitz, während in der Mittelmark die einzelnen Kreise jeweils eigene Verwaltungsorgane, eigene ständische Vertretungen und. Kreiskassen hatten.
In der Altmark behielten der Stendalische und Salzwedelische Kreis ihre eigenen Landräte, für den Tangermündeschen Kreis und den Arneburgischen Kreis wurde im 18. Jahrhundert nur ein Landrat bestellt. Ab 1735 hatten auch der Arendseeische und der Seehausensche Kreis nur noch einen gemeinsamen Landrat. Das Landesdirektorium hatte einen Landesdirektor (selten auch zwei Landesdirektoren) und schickte aus ihren Reihen einen Deputierten als Vertreter der Altmärkischen Ritterschaft zu den Landtagen der Kurmärkischen Landschaft. Hinzu kam ein Deichhauptmann, ein Kriegskommissar und Oberlandeinnehmer sowie Landeinnehmer für die einzelnen Kreise, wobei wieder jeweils ein Landeinnehmer für den Tangermündeschen Kreis und den Arneburgischen Kreis sowie für den Arendseeischen und den Seehausenschen Kreis zuständig war. Für jeden Kreis war ein Landreiter zuständig. Ab ca. 1775 war die Beaufsichtigung der Deiche an das Elbdeichdirektorium der Altmark übergegangen, das der Königlich-Kurmärkischen Kriegs- und Domänenkammerdeputation in Stendal unterstand. Außerdem wurde nun ein erster und zweiter Deichhauptmann bestellt.
Die Benennung Salzwedelischer Kreis folgt Friedrich Wilhelm August Bratring (1804); in der älteren Arbeit von Anton Friedrich Büsching von 1775 wird er Salzwedelscher Kreis genannt.

## Zugehörige Orte
nach Friedrich Wilhelm Bratring (1804)
- Abbendorf (1804: Dorf, Domänenamt Diesdorf)
- Ackendorf (1804: Dorf, gehörte dem Heiliggeist-Hospital in Gardelegen)
- Ahlum (1804: Dorf und Gut, auch Alem geschrieben, in Adelsbesitz)
- Andorf (1804: Dorf, zwei Anteile, ein Anteil Domänenamt Diesdorf, ein Anteil in Adelsbesitz)
- Altensalzwedel (1804: Alt-Salzwedel, Dorf, Schulamt Dambeck)
- Altferchau (1804: Alt Ferchau, Kolonie, in Adelsbesitz)
- Audorf (1804: Dorf, ein Anteil in Adelsbesitz, ein Anteil: Domänenamt Diesdorf) (4 Bauern)
- Bandau (1804: Dorf und Gut, auch Bandow geschrieben, in Adelsbesitz)
- Barnebeck (1804: Dorf, zwei Anteile, ein Anteil: Domänenamt Diesdorf, ein Anteil in Adelsbesitz)
- Berge (1804: Dorf und Gut, in Adelsbesitz)
- Bergmoor (1804: auch Berkemoor, Kolonie, 1776 auf der wüsten Feldmark Berkemoor angelegt, Domänenamt Diesdorf)
- Beetzendorf (1804: Flecken, drei adlige Güter, alle drei Güter in Adelsbesitz)
- Bockhorn, Vorstadt, auf der Westseite der Altstadt Salzwedel, Teil der Stadt Salzwedel (1804) (in Salzwedel aufgegangen)
- Böckwitz (1804: auch Böckefitz, Dorf, in Adelsbesitz)
- Böddensell (1804: Böddenseel, Dorf und Gut, in Adelsbesitz)
- Böddenseel (1804: Koloniedorf, in Adelsbesitz)
- Hohenböddenstedt (1804: oder Wendisch Böddenstedt, Dorf, Domänenamt Diesdorf)
- Böddenstedt bei Salzwedel (1804: Dorf, Kämmerei in Salzwedel)
- Auf dem Bohldamm, Holzwärter, in dem Salzwedelschen Stadt- und Bürgerholz, an der Lüneburgischen Grenze, Salzwedel, Bürgerschaft (1804) (nicht lokalisiert)
- Bombek (1804: Dorf, Adelsbesitz)
- Bonese (1804: Dorf, Adelsbesitz)
- Bornsen (1804: Dorf, Domänenamt Diesdorf)
- Bregenstedt (1804: Dorf, Adelsbesitz)
- Breiteiche (1804: Forsthaus, Adelsbesitz)
- Breitenfeld (1804: Dorf, in Adelsbesitz)
- Brewitz (1804: Dorf, Schulamt Dambeck)
- Brietz (1804: Brietze, Dorf, Schulamt Dambeck)
- Brüchau (1804: Dorf, in Adelsbesitz)
- Bülstringen (1804: Dorf, gehört zum Teil (11 Kossäten) zum Herzogtum Magdeburg, der größere Teil in Adelsbesitz zur Altmark)
- Brockmühle/Brückenmühle, Wassermühle, bei Groß Apenburg, Adelsbesitz (1804) (nicht lokalisiert, vermutlich die Wassermühle im Dorf)
- Burgmühle, Wassermühle bei Gardelegen, in Adelsbesitz (1804) (1873: Bergmühle) (heute ())
- Buschmühle, Wassermühle, bei Gardelegen, gehörte der Stadt Gardelegen (1804) (heute ())
- Cheine (1804: Dorf, Schulamt Dambeck)
- Chüttlitz (1804: Chütlitz, Dorf, gehörte der Kämmerei in Salzwedel)
- Kunrau (1804: Cunrau, Dorf und Vorwerk, in Adelsbesitz)
- Dahrendorf (1804: Dorf, in Adelsbesitz)
- Dambeck (1804: Dorf, auch Kirchdambeck, Schulamt Dambeck)
- Dambeck, Schulamt und Vorwerk, Sitz des Generalbeamten des Joachimthalschen Gymnasium in Berlin (1804)
- Dammkrug, Krug, in Adelsbesitz) (1804 (nicht lokalisiert)
- Damsendorf (1804: Vorwerk, im Flechtingschen Holze, nebst einem Einlieger, Schäferei, in Adelsbesitz)
- Dankensen (1804: Danksen oder Danxden, Dorf, Domänenamt Diesdorf)
- Dannefeld (1804: Dorf, in Adelsbesitz)
- Darnebeck (1804: Dorf, zwei Anteile, in Adelsbesitz)
- Darsekau (1804: Dorf, zwei Anteile, in Adelsbesitz)
- Deutschhorst (1804: Dorf und Gut, in Adelsbesitz)
- Diesdorf (1804: Distorf, Dorf, Amtssitz, Vorwerk und Stift, Nebenzollamt von Salzwedel, Domänenamt Diesdorf)
- Dähre (1804: Döhre, Dorf und zwei Güter, ehemals eine Probstei, Nebenzollamt von Salzwedel, ein Anteil in Adelsbesitz, die ehemalige Probstei in bürgerlichem Besitz)
- Dönitz (1804: Dorf und Wassermühle an der Jeetze, in Adelsbesitz)
- Drebenstedt (1804: Drevenstedt, Dorf, Domänenamt Diesdorf)
- Drögemühle (1804: Wassermühle zwischen Ziepel und Kenzendorf an der Milde, auch Drackenmühle genannt, in Adelsbesitz)
- Dülseberg (1804: Dorf, Domänenamt Diesdorf)
- Eickhorst (1804: Dorf, Domänenamt Diesdorf)
- Eimersleben (1804: Dorf und Gut, in Adelsbesitz)
- Ellenberg (1804: Dorf, Domänenamt Diesdorf)
- Groß Engersen (1804: Dorf und Gut, in Adelsbesitz)
- Klein Engersen (1804: Dorf, in Adelsbesitz)
- Erxleben (1804: Dorf und zwei Güter, zwei Anteile, beide in Adelsbesitz)
- Estedt (1804: Dorf, in Adelsbesitz)
- Etingen (1804: Dorf, in Adelsbesitz)
- Eversdorf (1804: Eversdorp, Dorf, in Adelsbesitz)
- Fahrendorf (1804: Dorf, Domänenamt Diesdorf)
- Faulenhorst (1804: Dorf, in Adelsbesitz)
- Ferchau, Forsthaus, 1738 erbaut, in dem Schulamtsrevier gleichen Namens, Schulamt Dambeck (1804)
- Flechtingen (1804: Dorf und Gut, Nebenzollamt von Gardelegen, in Adelsbesitz)
- Gardelegen (1804: Stadt)
- Gartenkrug, Gasthof, vor Gardelegen (1804) (in Gardelegen aufgegangen)
- Germenau (1804: Koloniedorf und Vorwerk, auf der wüsten Feldmark Germen aufgebaut, in Adelsbesitz)
- Groß Gerstedt (1804: Dorf, in Adelsbesitz)
- Gieseritz (1804: Dorf, Schulamt Dambeck)
- Klein Gischau (1804: Dorf, Schulamt Dambeck)
- Gladdenstedt (1804: Koloniedorf und Wassermühle, ein abgebautes Vorwerk, Domänenamt Diesdorf)
- Grauingen (1804: Gravingen, Dorf, in Adelsbesitz)
- Groß Bierstedt (1804: Dorf, ehemals Wendisch Bierstedt, drei Anteile, 1. Anteil: Schulamt Dambeck, 2. und 3. Anteil in Adelsbesitz)
- Groß Gischau (1804: Dorf, auch Giskau geschrieben, Schulamt Dambeck)
- Groß Gravenstedtsche Wassermühle bei Groß Gravenstedt, am Mühlenbach, Schulamt Dambeck (1804)
- Groß Grabenstedt (1804: Groß Gravenstedt, Dorf, in Adelsbesitz)
- Gröningen, Dorf, in Adelsbesitz (1804)(in Dahrendorf aufgegangen, der östliche Teil von Dahrendorf hieß Gröningen)
- Grundkrug/der Tiefe Grundkrug, Krug, unweit Tarnewitz (= Tarnefitz) an der Heerstraße von Gardelegen nach Hannover, 1753 erbaut, nebst einem Einlieger, in Adelsbesitz (1804)(in Tarnefitz aufgegangen)
- Hagen (1804: Dorf, Schulamt Dambeck)
- Hanum (1804: auch Hanemb, Dorf, Domänenamt Diesdorf)
- Hasselburg (1804: Dorf und Gut, zwei Anteile, in Adelsbesitz)
- Haselhorst (1804: Dorf, auch Hasselhorst, Domänenamt Diesdorf)
- Heerde, Schäferei, unweit Quarnebeck, in Adelsbesitz (1804)  (existiert nicht mehr)
- Heidau, Forsthaus, 1749 unweit Tangeln angelegt, in Adelsbesitz (1804) (nicht lokalisiert)
- Heidehof, Etablissement, im Holz unweit Solpke, keine Angaben zum Besitzer (1804) (nicht lokalisiert)
- Henningen (1804: Dorf, in Adelsbesitz)
- Hohendolsleben (1804: Dorf, Domänenamt Diesdorf)
- Hohengrieben (1804: Koloniedorf, im Jahre 1750 auf der wüsten Feldmark Hohengrieben angelegt, Domänenamt Diesdorf)
- Hohenhenningen (1804: Dorf, Schulamt Dambeck)
- Hohentramm (1804: Hohen-Tramm, Dorf, in Adelsbesitz)
- Hestedt (1804: Dorf, in Adelsbesitz)
- Hilgesdorf (1804: Hilgendorf, adliges Gut, in Adelsbesitz)
- Hilmsen (1804: Dorf, Domänenamt Diesdorf)
- Höddelsen (1804: Dorf, Domänenamt Diesdorf)
- Hohenlangenbeck (1804: Hohen oder Wendisch Langenbeck, Dorf, in Adelsbesitz)
- Holzhausen (1804: Dorf, in Adelsbesitz)
- Holzkrug, Krug bei Ferchau, Schulamt Dambeck (1804) (nicht lokalisiert)
- Holzmühle (1804: Wassermühle, eine Viertelmeile von Flechtingen am Mühlenbach) (existiert nicht mehr, lag etwa hier (), in Adelsbesitz)
- Hoppenmühle (1804: Wassermühle, bei Immekath, an der Jeetze, in Adelsbesitz (Lage: ))
- Hoppenmühle (1804: Wassermühle, bei Ipse an der Milde, in Adelsbesitz (Lage:))
- Hörsingen (1804: Dorf, in Adelsbesitz)
- Horstmühle (1804: Wassermühle, bei Wiegelitz (=Wieglitz) auf der wüsten Feldmark Pachwitz, kein Besitzer angegeben)
- Immekath (1804: Dorf, in Adelsbesitz)
- Ipse (1804: Dorf, auch Ipze, in Adelsbesitz)
- Isenschnibbe (1804: adliges Gut, ist ganz neu aufgebauet, von der alten Burg ist nichts erhalten, in Adelsbesitz)
- Jahrstedt (1804: Dorf, in Adelsbesitz)
- Jeeben (1804: Dorf, in Adelsbesitz)
- Jeggau (1804: Dorf, gehörte dem Heilig-Geist-Hospital in Gardelegen)
- Jemmeritz (1804: adliges Gut, in Adelsbesitz)
- Jerchel (1804: Dorf, in Adelsbesitz)
- Jübar (1804: Dorf, Domänenamt Diesdorf)
- Käcklitz (1804: Dorf, in Adelsbesitz)
- Kahnstieg (1804: Zoll- und Wirtshaus, zwischen Schenkenhorst und Cremkau, es wird ein Dammzoll entrichtet, auch auf dem Kahnstieg, genannt, in Adelsbesitz)
- Kämckerhorst, Etablissement eines Büdners (1804) (nicht lokalisiert)
- Kemnitz (1804: Dorf, ein Anteil zur Probstei Salzwedel, der zweite Anteil zum Domänenamt Diesdorf)
- Kempen (1804: Amtschäferei, unweit Haselhorst an dem Vierischen Busch, 1754 angelegt, Domänenamt Diesdorf)(existiert nicht mehr, Lage: )
- Kenzendorf (1804: Kolonie, unweit Pollwitz (=Polvitz), in Adelsbesitz)
- Forsthaus am Kinderteich/Kinderteichsches Forsthaus, 1788 erbaut, in Adelsbesitz (1804) (existiert nicht mehr, lag nordwestlich von Flechtingen)
- Klein Apenburg (1804: oder Wendisch Apenburg, Dorf, in Adelsbesitz)
- Klein Bierstedt (1804: , ehedem Deutsch Bierstedt, Dorf, in Adelsbesitz)
- Klein Gerstedt (1804: Dorf, in Adelsbesitz)
- Klein Grabenstedt (1804: Klein Gravenstedt, Dorf, Domänenamt Diesdorf)
- Kleistau (1804: Dorf, in Adelsbesitz)
- Köbbelitz (1804: Dorf, zwei Anteile, in Adelsbesitz)
- Köckte (1804: Dorf, zwei Anteile, ein Anteil in Adelsbesitz, der andere Anteil: Amt Oebisfelde)
- Kortenbeck (1804: Dorf, Domänenamt Diesdorf)
- Kuhfelde (1804: Dorf, Schulamt Dambeck)
- Laatzke (1804: Dorf, Heilig Geist-Hospital in Gardelegen)
- Lagendorf (1804: Dorf, in Adelsbesitz)
- Langenapel (1804: Dorf und Gut, in Adelsbesitz)
- Leetze (1804: Dorf, Schulamt Dambeck)
- Lemsel (1804: adliges Gut, nebst Schäferei, in Adelsbesitz)
- Lerchau/Lelchau, Vorwerk, nebst Schäferei, unweit Bandow, auf der wüsten Feldmark Lelchau, Adelsbesitz (1804) (wieder wüst gefallen, nicht lokalisiert).
- Lindhof (1804: Kolonie, auf der wüsten Feldmark Lindhof, 1754 angelegt, auch Lindhauf geschrieben, Domänenamt Diesdorf)
- Lupitz (1804: Kolonie, eine Viertelmeile von Köbbelitz, 1770 angelegt, auch Lubitz oder Lupiz geschrieben, in Adelsbesitz)
- Lüdelsen (1804: Vorwerk und Kolonie, Wassermühle, Unterförsterei, auch Lüddelsen geschrieben, Domänenamt Diesdorf)
- Magdeburger Mühle, Wassermühle, bei Gardelegen am Magdeburger Tor, im Besitz des Heilig Geist-Hospitals Gardelegen (1804)
- Mannhausen (1804: Dorf, ein Teil in Adelsbesitz, ein Anteil: Fürstliches Amt Oebisfelde)
- Markau (1804: Dorf, auch Marckau  geschrieben, Domänenamt Diesdorf)
- Marschmühle, Wassermühle, bei Gardelegen, hieß ehedem die Sassendorfsche Mühle, gehörte der Kämmerei in Gardelegen (1804)
- Mehmke (1804: Dorf, auch Mehmcke geschrieben, Domänenamt Diesdorf)
- Mellin (1804: Dorf, ein Anteil Domänenamt Diesdorf, ein anderer Anteil im Adelsbesitz)
- Mieste (1804: Dorf, in Adelsbesitz)
- Miesterhorst (1804: Dorf, in Adelsbesitz)
- Molmke (1804: Dorf, auch Moldenbeck, Domänenamt Diesdorf)
- Große Mühle, Wassermühle, bei Valwitz an der Jeetze, Schulamt Dambeck (1804)
- Kleine Mühle, Wassermühle, an der Jeetze, Schulamt Dambeck (1804)
- Neue Mühle, Wassermühle, an einem kleinen Bach, in Adelsbesitz (1804) (bei Gardelegen)
- Nesenitz (1804: Dorf, in Adelsbesitz)
- Nettgau (1804: Dorf, auch Netgau geschrieben, in Adelsbesitz)
- Neubrüchau, Vorwerk und Schäferei nebst einem Einlieger, unweit Immekath, 1748 auf der wüsten Feldmark Brüchau angelegt (1804) (nicht lokalisiert)
- Neuekrug (1804: Neuer Krug, Gasthof, unweit Reddigau, nebst einer Windmühle, Domänenamt Diesdorf)
- Neuendorf (1804: Neuendorf bei Apenburg, Dorf, Adelsbesitz)
- Neuer Krug, Gasthof, bei Wiegelitz (= Wieglitz), nebst einer Schmiede, in Adelsbesitz (1804) (in Wieglitz aufgegangen, Neue Krug 12)
- Neuferchau (1804: Neu Ferchau, Kolonie, in Adelsbesitz)
- Neuhof (1804: Vorwerk, eine Viertelmeile von Jeggau, auch Neuenhof geschrieben, gehörte dem Hospital in Gardelegen) (ein Haus: )
- Neuhof (1804: Vorwerk, nebst einem Büdner, Schulamt Dambeck)
- Neumühle (1804: Vorwerk, bei Tangeln, Adelsbesitz)
- Neuenstall (Wohnplat von Lüdelsen) (1804: Schäferei, 1754 im Lüddelsenschen Forstrevier angelegt,, auch Neustall geschrieben, Domänenamt Diesdorf)
- Niephagen (1804: Schäferei, nebst Einliegerwohnung, unweit Tylsen, auch Niepage geschrieben, in Adelsbesitz)
- Nieps (1804: Vorwerk und Forsthaus, eine Viertelmeile von Ahlum in dem sogenannten Holze Nieps, in Adelsbesitz)
- Nipkendey (1804: Nipkendei, Schäferei und Forsthaus, zwischen Teutsch-Horst und Wiersdorf, in Adelsbesitz)
- Osterwohle (1804: Osterwohl, Dorf und Gut, in Adelsbesitz)
- Ostingersleben (1804: Ost Ingersleben, Dorf, in Adelsbesitz)
- Peckfitz (1804: Dorf, auch Peckwitz  geschrieben, in Adelsbesitz)
- Peertz (1804: Dorf, in Adelsbesitz)
- Peckensen (1804: Dorf, auch Pekensen, Domänenamt Diesdorf)
- Pfeffermühle, Wassermühle eine Viertelmeile von Ziepel, Adelsbesitz (1804) (nicht lokalisiert)
- Poppau (1804: Dorf, Adelsbesitz)
- Potzehne (1804: Potzähne, Dorf, Adelsbesitz)
- Puggen (1804: Dorf, zwei Anteile, in Adelsbesitz)
- Quarnebeck (1804: Dorf, in Adelsbesitz)
- Reddigau (1804: Dorf, Domänenamt Diesdorf)
- Risch/Riesch, Forsthaus, eine Viertelmeile von Pekensen, 1782 erbaut, Schulamt Dambeck (1804) (ehem. Gemeinde Umfelde)
- Ristedt (1804: Dorf, in Adelsbesitz)
- Rittleben (1804: adliges Gut und Schäferei zwischen Groß Apenburg und Sieden Tramm, in Adelsbesitz)
- Rockenthin (1804: Dorf, in Adelsbesitz)
- Rohrberg (1804: Dorf und Sitz des Vogteigerichts, in Adelsbesitz)
- Rosenmühle (1804: Wassermühle, eine Viertelmeile von Erxleben am Seegraben, in Adelsbesitz)
- Rotenkrug, Krug und Wassermühle am Mühlenbach, in Adelsbesitz (1804) (nicht lokalisiert)
- Rothenwohl, Krug, unweit Bombeck, in Adelsbesitz (1804) (existiert nicht mehr, Lage: )
- Rüstenbeck (1804: Dorf, Domänenamt Diesdorf)
- Sachau (1804: Dorf, in Adelsbesitz)
- Burg Salzwedel, adliges Gut, zwischen der Alt- und Neustadt Salzwedel an der Jeetze, ganz von Wasser umflossen, ehemalige Residenz der ersten brandenburgischen Markgrafen, jetzt ein gewöhnlicher Rittersitz mit einem Garten, in Adelsbesitz (1804) (heute Burggarten in Salzwedel)
- Probstei Salzwedel, adliges Gut, in der Altstadt Salzwedel bei der Marienkirche. Seit der Reformation ein Lehnstück der Familie von der Schulenburg und jetzt ein adliges Gut nebst Gärtnerhause, in Adelsbesitz (1804)
- Salzwedelsche Mühle, Wassermühle, bei Gardelegen am Salzwedelschen Thore, gehörte der Kämmerei in Gardelegen (1804)
- Schadewohl (1804: Dorf, Domänenamt Diesdorf)
- Schenkenhorst (1804: Dorf und Gut, Wassermühle, in Adelsbesitz)
- Schieben (1804: Dorf, Schulamt Dambeck)
- Schinkenmühle (1804: Wassermühle, Domänenamt Diesdorf)
- Schmölau (1804: Dorf, Domänenamt Diesdorf)
- Schwarzendamm (1804: Krug unweit Dönitz, in Adelsbesitz)
- Schwarzendamm (1804: Prielop, Krug, einzeln liegendes Gebäude auf der wüsten Feldmark Prielop, Adelsbesitz)
- Schwiesau (1804: Dorf, Domänenamt Neuendorf)
- Seeben (1804: Dorf, Windmühle, bürgerlicher Besitz)
- Sichau (1804: Dorf, Adelsbesitz)
- Siedendolsleben (1804: Dorf, ein Anteil: Domänenamt Diesdorf, ein Anteil: Adelsbesitz)
- Siedengrieben (1804: Grieben, Dorf, in Adelsbesitz)
- Siedenlangenbeck (1804: Sieden oder Deutsch Langenbeck, Dorf, in Adelsbesitz)
- Siedentramm (1804: Sieden-Tramm, Dorf, ein Anteil in Adelsbesitz, ein Anteil: Schulamt Dambeck)
- Solpke (1804: Dorf, Nebenzollamt von Gardelegen, Adelsbesitz)
- Stapen (1804: Dorf, in Adelsbesitz)
- Steimke (1804: Steimcke/Steinbeck, Dorf, Sitz eines Vogteigerichts, Wassermühle, Nebenzollamt von Salzwedel, Adelsbesitz)
- Stemmerberg (1804: Försterhaus, Adelsbesitz) (heute Wohnplatz von Hörsingen)
- Stendalsche Mühle, Wassermühle, bei Gardelegen, am Stendalschen Thore, gehörte der Kämmerei in Gardelegen (1804)
- Stöckheim (1804: Dorf, Adelsbesitz)
- Stödelsche Mühle, Wassermühle, an der Dumme, unweit Eickhorst (1804) (später Eickhorster Mühle genannt, westlich des Ortskerns)
- Sylpke (1804: Kolonie, 1738 angelegt, in Adelsbesitz)
- Tangeln (1804: Dorf, in Adelsbesitz)
- Tarnefitz (1804: Tarnewitz, Koloniedorf, 1759 angelegt, Domänenamt Neuendorf)
- Taterberg (1804: oder auf dem Taterberge, Etablissement, eine Viertelmeile von Miesterhorst im Drömling, seit 1787, keine Angabe zum Besitzer (1804))
- Trippleben (1804: Schäferei, unweit Bombek, auf der wüsten Feldmark Trippleben, in Adelsbesitz)
- Tylsen (1804: Dorf und Gut, in Adelsbesitz)
- Uhrsleben (1804: Dorf und Gut, in Adelsbesitz)
- Valfitz (1804: Valwitz, Dorf, Schulamt Dambeck)
- Vielitz-Mühle, Wassermühle, Mahl-, Loh- und Walkmühle bei Gardelegen, vor dem Stendalschen Thore, gehörte der Kämmerei in Gardelegen (1804)
- Viere (1804: Amtsvorwerk, nebst Schäferei am Vierischen Busch, auf den Feldmarken der wüsten Dörfer Wundsbüttel und Wendefeld aufgebauet, Domänenamt Diesdorf (1804))
- Vitzke (1804: Vietzke, Dorf, Schulamt Dambeck)
- Waddekath (1804: Wadekath, Dorf, Domänenamt Diesdorf)
- Wagenberg (1804: Vorwerk, und Schäferei bei Flechtingen, in Adelsbesitz)
- Walkmühle bei Salzwedel, gehörte der Kämmerei in Salzwedel (1804)
- Wallstawe (1804: Walstawe, Dorf, Wassermühle, in Adelsbesitz)
- Wegenstedt (1804: Dorf, zwei Windmühlen, Nebenzollamt von Gardelegen, in Adelsbesitz)
- Weidemühle (1804: Wassermühle, eine Viertelmeile von Erxleben am Seegraben, in Adelsbesitz)
- Wendischbrome (1804: Wendisch Brome, Dorf, in Adelsbesitz)
- Wendischhorst (1804: Vorwerk, unweit Döhre, ein Lehnschulzenhof, in Adelsbesitz)
- Wenze (1804: Wentze, Dorf, zwei Anteile in Adelsbesitz)
- Werlholz/Holzkrug, Krug und Forsthaus, eine Viertelmeile von Wistedt, Ein königlicher Holzwärter zum Disdorfschen Revier gehörig, über das Werlholz, Domänenamt Diesdorf (1804) (nicht lokalisiert)
- Wernitz (1804: Dorf, in Adelsbesitz)
- Wernstedt (1804: Dorf, Domänenamt Salzwedel)
- Weteritz (1804: adliges Gut, Schäferei und Kolonie, in Adelsbesitz)
- Wiebecker Mühle, Wassermühle bei Gardelegen vor dem Stendalschen Thore am Lausebach, ein Eigentümer (1804)
- Groß Wieblitz (1804: Groß Wiebelitz, Dorf, in Adelsbesitz)
- Klein Wieblitz (1804: Klein Wiebelitz, Dorf, Adelsbesitz)
- Wiegelitz (1804: Dorf, in Adelsbesitz)
- Wiegmannsmühle, Wassermühle an der Ohre unweit Netgau, in Adelsbesitz (1804) (wüst gefallen, nicht lokalisiert)
- Wiepke (1804: Dorf, in Adelsbesitz)
- Wiersdorf (1804: Dorf, Domänenamt Diesdorf)
- Wiewohl (1804: Dorf, Domänenamt Diesdorf)
- Winkelstedt (1804: Winckelstedt am Werder, Dorf, in Adelsbesitz)
- Winkelstedt (1804: Winckelstedt bei Disdorf, Dorf, Domänenamt Diesdorf)
- Groß Wismar (1804: Vorwerk, zwischen Ahlum und Netgau, in Adelsbesitz)
- Klein Wismar (1804: Schäferei, bei Groß Wismar, in Adelsbesitz)
- Wistedt (1804: Dorf, Domänenamt Diesdorf)
- Groß Wohlgemuth (1804: Schäferei, unweit Betzendorf, in Adelsbesitz)
- Klein Wohlgemuth (1804: Schäferei, nahe bei Groß Wohlgemuth, in Adelsbesitz)
- Wohlkrug, Jägerhaus, unweit Erxleben, Adelsbesitz (1804) (nicht lokalisiert)
- Wolfs Mühle, Wassermühle, eine Viertelmeile von Groß Gerstedt an der Dumme (Lage: ), in Adelsbesitz (1804)
- Wöpel (1804: Dorf, in Adelsbesitz)
- Wüllmersen (1804: Wülmersen, Dorf, Domänenamt Diesdorf)
- Wustrewe (1804: Dorf, in Adelsbesitz)
- Zartau, Forsthaus, eine Viertelmeile von Quarnebeck, 1760 angelegt, Adelsbesitz (1804) (nicht lokalisiert)
- Zichtau (1804: Dorf und zwei Güter, zwei Anteile in Adelsbesitz)
- Ziegelhof, Ziegelei, bei Wegenstedt, in Adelsbesitz (1804)
- Zienau (1804: Dorf, Schulamt Dambeck)
- Ziepel (1804: Dorf, in Adelsbesitz)
- Ziethnitz (1804: Zietenitz/Ziethenitz, Dorf, gehörte der Kämmerei in Salzwedel)
- Zietenitzer Warthe, Haus, Ackergildehaus bei Salzwedel, vor dem neuen Thore, gehörte dem Magistrat in Salzwedel (1804)

Im Salzwedelischen Kreis lagen die Ämter Salzwedel (nur kleiner Teil) und Diesdorf sowie das Schulamt Dambeck.
In der Kreisreform von 1816 wurden in der Altmark einige Kreise aufgelöst, einige neue Kreise geschaffen oder die Kreisgrenzen neu gezogen. Auch die zahlreichen Enklave und Exklaven wurden bereinigt. Der Kern des alten Salzwedelische Kreis bildete den neuen Kreis Salzwedel, der im Nordosten fast die Hälfte des alten Arendseeischen Kreises erhielt. Im Süden gingen einige Gebiete an die neuen Kreise Gardelegen und Neuhaldensleben.

## Landräte und Landreiter
- 1608 Andreas Palme, Landreiter[3]
- 1704/6 August Hempo von dem Knesebeck, Landrat[4]
- Mai 1747  Carl Wilhelm Gans Edler Herr zu Putzlitz zum Landrat gewählt[5]
- 1752 Carl Wilhelm Gans Edler Herr zu Putzlitz, Deichhauptmann, Landrat des Salzwedelschen Kreises, Friedrich Christoph Anger, Landreiter[6]
- 1756 Carl Wilhelm Gans Edler Herr zu Putzlitz, Landrat des Salzwedelschen Kreises, Abraham Beyer, Landreiter[7]
- 1767 Carl Wilhelm Gans Edler Herr zu Putzlitz, Landesdirektor, Landrat des Salzwedelschen Kreises, reichte im Juli 1767 seinen Abschied ein, Moritz Becker, Landreiter[8]
- 4. November 1767 bis 1769 Friedrich Wilhelm von der Schulenburg-Kehnert, resignierte 1769[5]
- Ende 1769, 1770 Arnold Christian Ludwig von Voß, Landrat, Moritz Becker, Landreiter[9][10]
- 1775 Arnold Christian Ludwig von Voß, Landrat, Westphal (sic), Landreiter[1]
- September 1778 Johann Friedrich von Alvensleben, Landrat des Salzwedelschen Kreises, wurde in diesem Jahr zum Landrat des Arendseeischen und Seehausenschen Kreises gewählt, tauschte dann aber mit Arnold Christian Ludwig von Voß in dessen Salzwedelschen Kreis[11]
- 1783 Johann Friedrich von Alvensleben[12]
- 1799–1804 (1807?) Johann Friedrich von Alvensleben auf Zichtau, Landrat[13][14]